# Kim In-wan
Kim In-wan (koreanisch 김인완 金仁完; * 13. Februar 1971 in Chungcheongnam-do, Seosan) ist ein ehemaliger südkoreanischer Fußballspieler, der bei Seongnam Ilhwa Chunma FC zuletzt spielte. Er war zuletzt Interimstrainer bei den Jeonnam Dragons. Ende 2018 wurde er von diesen Posten allerdings wieder enthoben.

## Karriere als Spieler

### Jugendzeit
Seine Ausbildung zum Fußballspieler fing er an der Woosong Middle School an. Später wurde er an der Woosong High School weiter ausgebildet, ehe er anschließend auf die Kyung-Hee-Universität ging, um dort seine Ausbildung abzuschließen. Nach Ende seiner Ausbildungszeit, wechselte er zu den Jeonnam Dragons.

### Fußball-Karriere in Südkorea
Seine Profikarriere fing er 1995 bei den Jeonnam Dragons an.  Er lief insgesamt 80-mal für die Dragons auf und erzielte dabei zehn Tore. Sein größter Erfolg mit den Dragons, war der Gewinn des Korean FA Cup 1997. Mitte 1999 verließ er den Verein in Richtung Seongnam Ilhwa Chunma FC. Für Ilhwa lief er insgesamt 12-mal auf und erzielte dabei drei Tore. Mit Ilhwa stand er Ende 1999 erneut im Pokalfinale und konnte dieses sogar mit 3:0 über Jeonbuk Hyundai Motors siegen und nach 1997 den zweiten Pokalerfolg feiern. Im darauffolgenden Jahr stand er erneut im Pokalfinale mit Ilhwa, konnte aber diesmal nicht die Jeonbuk Hyundai Motors schlagen und verlor das Finale mit 0:2. Im Alter von 29 Jahren beendete er Ende 200 seine Karriere als Profispieler.

### Länderspielkarriere
1987 wurde er während seiner Ausbildung in der Woosong Middle School in die südkoreanische U-17-Juniorenauswahl eingeladen. 1991 wurde er erneut in die südkoreanische U-23-Auswahl eingeladen.

## Karriere als Trainer
Seine Trainerkarriere fing er Zwei Jahre nach seinem Rücktritt an. 2002 wurde er Co-Trainer der Gwangyang Jecheol Middle School und blieb auf dieser Position bis Ende 2005. Von 2006 bis 2007 übernahm er am selbigen Ort den Posten des Trainers und leitete damit die Ausbildung der Spieler. Anfang 2008 wurde er zum Trainer der U-18 der Jeonnam Dragons befördert und übernahm dort die Geschicke als Trainer. Unter seine Leitung errang die U-18-Mannschaft von den Jeonnam Dragons zweimal hintereinander die Vizemeisterschaft. 2009 wurde er erneut aufgrund seiner Erfolge befördert und wurde Trainer von der 2. Mannschaft der Jeonnam Dragons. Bis Ende 2010v blieb er auf dieser Position. Anfang 2011 wechselte er zu den Busan IPark und wurde dort Co-Trainer der 1. Mannschaft. 2012 wurde er Co-Trainer von Busan IPark. 2013 wechselte er zu Daejeon Citizen und wurde dort Trainer. Nachdem der Verein der Abstieg drohte, entließ die Vereinsführung Kim In-wan. Von 2014 bis 2016 war er Co-Trainer der Südkoreanischen U-20-Juniorenauswahl. 2017 ging er zurück zu den Jeonnam Dragons und übernahm den Trainerposten der U-18-Mannschaft. Anfang 2018 wurde er zum Co-Trainer der 1. Mannschaft befördert. Am 16. August 2018 übernahm er nach der Entlassung des Trainers Yu Sang-cheol den Posten und wurde Interimstrainer. Auch er schaffte es nicht, den Negativtrend des Vereins zu stoppen, sodass er am Ende der Saison, am Vorletzten Spieltag als Absteiger in die K League 2 feststand. Als Resultat darauß, enthob der Verein ihn seines Postens als Interimstrainer.

## Erfolge
- 2× Korean-FA-Cup-Gewinner 1997 & 2000